# Сисил (Висконсин)
Сисил (енгл. Cecil) град је у америчкој савезној држави Висконсин.

## Демографија
По попису из 2010. године број становника је 570, што је 104 (22,3%) становника више него 2000. године.
| Група             | 2000.       | 2010.       |
| Белци             | 442 (94,8%) | 527 (92,5%) |
| Афроамериканци    | 0 (0,0%)    | 1 (0,2%)    |
| Азијати           | 3 (0,6%)    | 0 (0,0%)    |
| Хиспаноамериканци | 3 (0,6%)    | 12 (2,1%)   |
| Укупно            | 466         | 570         |